# Onthophagus nitefactus
Onthophagus nitefactus là một loài bọ cánh cứng trong họ Bọ hung (Scarabaeidae).